# Tilh

Tilh este o comună în departamentul Landes din sud-vestul Franței. În 2009 avea o populație de 808 de locuitori.

## Evoluția populației
| An        | 1975 | 1982 | 1990 | 1999 | 2006 | 2009 |
| --------- | ---- | ---- | ---- | ---- | ---- | ---- |
| Populație | 730  | 794  | 746  | 749  | 813  | 808  |